# 21 условие
«21 условие» или «Условия приёма в Коммунистический Интернационал» — документ, принятый 30 июля 1920 года на II конгрессе Коминтерна в Москве. Автором «21 условия» является В. И. Ленин.

## Условия
Для того, чтобы партия была признана Коминтерном действительно коммунистической, от неё требовались:
1. Коммунистические пропаганда и агитация в рамках установок III Интернационала (в том числе и диктатуры пролетариата), необходимость подчинения партийных изданий ЦК партии;
2. Систематическое удаление со всех постов реформистов и «центристов» и замена их коммунистами;
3. Создание параллельного нелегального аппарата партии, сочетание легальных и нелегальных методов работы;
4. Систематическая пропаганда в войсках (в том числе и нелегально);
5. Планомерная агитация в деревне через коммунистов, имеющих там связи;
6. Разоблачение социал-патриотизма и социал-пацифизма;
7. Полный разрыв в кратчайшие сроки с реформизмом и политикой «центра» и пропаганда этого в своих рядах;
8. Разоблачение «своих» империалистов в колониях, поддержка национально-освободительных движений, агитация против национального угнетения;
9. Ведение работы в профсоюзах, кооперативах и других массовых организаций, создание в них коммунистических ячеек, завоевание этих организаций на свою сторону;
10. Ведение борьбы против международных организаций правого крыла профсоюзного движения, поддерживать международное объединение красных профсоюзов;
11. Подчинение парламентских фракций ЦК партии, подчинение всей деятельности парламентария-коммуниста интересам революционной пропаганды и агитации;
12. Построение партии на основе принципа демократического централизма;
13. Ведущие легальную работу партии должны осуществлять периодические чистки рядов от мелкобуржуазных элементов;
14. Оказание поддержки каждой Советской республике в борьбе против контрреволюции;
15. Отказ от социал-демократической программы партии в пользу программы в духе постановлений Коминтерна, программа входящей в Коминтерн партии утверждается Конгрессом Коминтерна или ИККИ;
16. Постановления Съездов Коминтерна и ИККИ обязательны для исполнения входящих в него партий;
17. Партия должна сменить название и называться «коммунистической»;
18. Руководящие печатные органы партий должны печатать все важные документы ИККИ;
19. Все принадлежащие к Коминтерну или вступающие в него партии должны в кратчайший срок созвать экстренный съезд партии, чтобы обсудить это обстоятельство;
20. В ЦК вступающих в Коминтерн партий, не изменивших прежней тактики, должно быть не менее 2/3 членов, ещё до II конгресса Коминтерна высказывавшихся за такое вступление;
21. Члены партии, отвергающие обязательства и тезисы Коминтерна, должны быть исключены.

По утверждению Виктора Сержа, имелось ещё одно, «22-е условие» — «последнее, малоизвестное, исключало франкмасонов».

## Оценки
Британский историк Роберт Сервис считает, что тезисы отражали точку зрения Ленина о необходимости копирования методов Октябрьской революции, в том числе опору на диктатуру и террор.